# Alana Hanousková
Alana Hanousková, rozená Hrbková, (* 7. dubna 1956 Rokytnice nad Jizerou) je bývalá česká skibobistka a československá reprezentantka. Je mistryní světa i Evropy, vítězkou světového poháru a zasloužilou mistryní sportu. Ve své sportovní kariéře vybojovala na MS a ME celkem 22 medailí.
Na mistrovství světa 1981 v rakouském Lungätzu, v restauraci Lungätzerhof, odmítla převzít svou první zlatou medaili a pohár prezidenta Rudolfa Kirchschlägera bez československé státní hymny, pořadatelé neměli nahrávku a museli ji přivézt z Vídně, nakonec proběhlo udílení až pozdě v deset hodin večer i se státní hymnou.